# 久保田久美
久保田 久美（くぼた くみ、現姓：渡邊、1961年10月30日 - ）は、日本の元女子バスケットボール選手である。
和歌山県出身。大阪府枚方市立津田中から甲子園学院高校に進学し、全国高校総体で準優勝した。その後、日本リーグのシャンソン化粧品に所属し、1985-86シーズンに日本リーグMVPを獲得している。全日本にも選ばれ、1983年世界選手権に出場した。主将も務めている。引退後は元熊谷組の渡邊英幸と結婚。1男1女の母親となり、娘の渡邊夕貴はWリーグのアイシン・エィ・ダブリュに所属した元バスケットボール選手、息子の渡邊雄太はNBAで6シーズンプレーしたプロバスケットボール選手。

## 日本代表歴
- 1982年アジア競技大会
- 1983年女子世界選手権
- 1986年アジア競技大会